# Lorenza Izzo
Lorenza Francesca Izzo Parsons (sinh năm 1989 hoặc 1990) là một nữ diễn viên và người mẫu người Chile, nổi tiếng với vai diễn Kylie trong bộ phim kinh dị Aftershock, Justine trong một bộ phim kinh dị khác, The Green Inferno, và Genesis trong bộ phim kinh dị khiêu dâm Knock, Knock, trong đó hai bộ phim sau được đạo diễn bởi chồng cũ của cô Eli Roth.

## Những năm đầu
Izzo được sinh ra ở Santiago, Chile là con của người mẫu Chile Rosita Parsons. Cô có một người em gái, Clara Lyons Parsons, cũng là người mẫu. Khi cô mười hai tuổi, cô chuyển đến Atlanta cùng với cha mình, lúc đó đang nghiên cứu cho bằng tiến sĩ tại Học viện Công nghệ Georgia. Cô đã bị bắt nạt vì chất giọng Chile mạnh mẽ của mình khi còn là một đứa trẻ, nhưng cô đã "vượt qua được chất giọng [của mình] khá nhanh" sau khi xem bộ phim năm 2002 về thể thao Blue Crush một vài lần. Izzo nhớ lại việc trở nên "bị ám ảnh với [ngôi sao phim Blue Crush] Kate Bosworth" và "không hề biết cô ấy là người Úc – với tôi cô ấy là người Mỹ và đó là tất cả những gì tôi cần biết].

## Sự nghiệp
Vào năm 2007, Izzo làm người mẫu và học ngành báo chí tại Đại học Los Andes (Universidad de los Andes) sau đó chuyển tới New York City để học diễn xuất tại Lee Strasberg Theatre and Film Institute.

## Lịch sử điện ảnh

### Phim
| Năm  | Tựa đề                              | Vai               | Ghi chú |
| ---- | ----------------------------------- | ----------------- | ------- |
| 2011 | Qué pena tu boda                    | Lucia Edwards     |         |
| 2012 | Qué pena tu familia                 | Lucia Edwards     |         |
| 2012 | Aftershock                          | Kylie             |         |
| 2013 | The Green Inferno                   | Justine           |         |
| 2014 | The Stranger                        | Ana               |         |
| 2014 | Sex Ed                              | Pilar             |         |
| 2015 | Knock Knock                         | Genesis           |         |
| 2015 | I'm Not Crazy                       |                   |         |
| 2016 | Holidays                            | Jean              |         |
| 2018 | Life Itself                         | Elena             |         |
| 2018 | The House with a Clock in Its Walls | Mrs. Barnavelt    |         |
| 2019 | Once Upon a Time in Hollywood       | Francesca Cappuci | Filming |

### Truyền hình
| Năm  | Tựa đề         | Vai                      | Ghi chú                     |
| ---- | -------------- | ------------------------ | --------------------------- |
| 2013 | Hemlock Grove  | Brooke Bluebell          | Guest role; 2 episodes      |
| 2013 | I Am Victor    | Lena Engles              | Television film             |
| 2016 | Feed the Beast | Pilar Herrera            | Main role; 10 episodes      |
| 2017 | Dimension 404  | Val Hernandez / SpeedRun | Episode: "Impulse"          |
| 2018 | Casual         | Tathiana                 | Supporting role; 6 episodes |

## Giải thưởng và đề cử
| Năm  | Giải thưởng         | Hạng mục     | Cho               |       |
| ---- | ------------------- | ------------ | ----------------- | ----- |
| 2011 | Copihue de Oro      | TV model     | Bản thân          | Đề cử |
| 2014 | BloodGuts UK Horror | Best actress | The Green Inferno | Đề cử |